# Enciclopedia di Istanbul
Enciclopedia di Istanbul (İstanbul Ansiklopedisi) è una serie televisiva drammatica turca diretta da Selman Nacar, distribuita sulla piattaforma di streaming Netflix il 17 aprile 2025, con protagonisti Helin Kandemir, Canan Ergüder e Kaan Miraç Sezen. È un adattamento dell'omonima enciclopedia turca, pubblicata tra il 1944 e il 1973 dal romanziere Reşat Ekrem Koçu.

## Trama
Zehra è una giovane studentessa di architettura trasferitasi a Istanbul con il desiderio di sperimentare tutte le opportunità che la vita le ha da offrire. Zehra, una volta arrivata a Istanbul, incrocia sul suo cammino il destino di Nesrin, una rinomata chirurga con cui si ritrova a condividere l'appartamento. Le due donne vedono la città di Istanbul in due prospettive completamente diverse.

## Episodi
| Stagione       | Episodi | Pubblicazione Turchia | Pubblicazione Italia |
| -------------- | ------- | --------------------- | -------------------- |
| Prima stagione | 8       | 2025                  | 2025                 |

## Personaggi e interpreti
- Zehra, interpretata da Helin Kandemir, doppiata da Margherita De Risi.
- Nesrin, interpretata da Canan Ergüder, doppiata da Emanuela D'Amico.
- Harun, interpretato da Kaan Miraç Sezen, doppiato da Manuel Meli.
- Emel, interpretata da Nezaket Erden, doppiata da Chiara Oliviero.
- Serdar, interpretato da Tolga Tekin, doppiato da Alberto Angrisano.
- Pelin, interpretata da Ecem Sena Bayır, doppiata da Luna Iansante.
- Selin, interpretata da Ebrar Karabakan, doppiata da Sara Labidi.
- Dodo, interpretato da Kerem Atasavun, doppiato da Niccolò Guidi.
- Louis, interpretato da Grégory Montel.
- Cihan, interpretato da Erdem Şenocak, doppiato da Daniele Giuliani.
- Fatima, interpretata da Zehra Durgut, doppiata da Beatrice Manfredi.
- Özlem, interpretata da Pelin Batu, doppiata da Valentina De Marchi.
- Nazife, interpretata da Müjde Ar.
- Aylin, interpretata da Melisa Sözen, doppiata da Stella Musy.
- Osman, interpretato da Fatih Sevdi.
- Yıldız, interpretata da Derya Şahan.
- Clerk, interpretato da Okan Avcı.
- Ufficiale consolare, interpretato da Virgile Mangiavillano.
- Sevim, interpretata da Güzide Arslan.
- Dottore, interpretato da Ferhat Yılmaz.
- Ömer, interpretato da Yiğit Ege Yazar.
- Pırıl, interpretato da Bilgesu Akin.
- İlker, interpretato da Şinasi Sırkıntı.
- Guardia di sicurezza del porto, interpretato da Ahmet Kutlu.
- Guardia di sicurezza universitaria, interpretato da Hakan Kahraman.
- Responsabile dell'organizzazione, interpretata da Hatice Altan Gençler.
- Dottoressa, interpretata da Z Tozum.
- Fotografo, interpretato da Mehmet Solmaz.

## Produzione
La serie è diretta e scritta da Selman Nacar e prodotta da Tims&B Productions.

### Riprese
Le riprese sono state effettuate da gennaio 2024 e sono terminate alcuni mesi dopo a Istanbul, in particolare presso l'ospizio dei poveri francesi Bomonti a Şişli, al faro di Kireçburnu sul Bosforo, la torre della Fanciulla a Üsküdar Off-Shore, sul ponte di Galata e vicoli di Karaköy. Le scene in aula sono state girate presso il campus Ayazağa dell'Università tecnica a Sarıyer.